# Crushcrushcrush
«Crushcrushcrush» — третий сингл американской рок-группы Paramore со второго студийного альбома Riot!. Премьера клипа состоялась 16 октября 2007 года на американском канале Total Request Live. Самостоятельный сингл вышел в Северной Америке в конце 2007 года и был предоставлен для скачивания в Великобритании с 5 ноября по 26 ноября 2007 года. Песня «Misery Business» была включена в музыкальную игру Rock Band
Сингл получил статус золотого 17 сентября 2008 года.

## Список композиций
| №  | Название                          | Длительность |
| -- | --------------------------------- | ------------ |
| 1. | «Crushcrushcrush» (album version) |              |

| №  | Название                 | Длительность |
| -- | ------------------------ | ------------ |
| 1. | «Crushcrushcrush»        |              |
| 2. | «Misery Business» (live) |              |

| №  | Название                                        | Длительность |
| -- | ----------------------------------------------- | ------------ |
| 1. | «Crushcrushcrush»                               |              |
| 2. | «For a Pessimist, I'm Pretty Optimistic» (live) |              |

## Чарты
| Чарт (2007)                              | Позиция |
| ---------------------------------------- | ------- |
| Brazil (Brasil Hot 100 Singles)          | 68      |
| Finnish (Finland's Official List)        | 4       |
| New Zealand (RIANZ)                      | 32      |
| UK Singles (The Official Charts Company) | 61      |
| US Billboard Hot 100                     | 54      |
| US Hot Digital Songs (Billboard)         | 41      |
| US Pop 100 (Billboard)                   | 43      |
| US Alternative Songs (Billboard)         | 4       |
| POR Top 50 Singles                       | 5       |